# Natación en los Juegos Olímpicos de Pekín 2008 – 400 metros estilo libre femenino
La competición de 400 metros libre femenino en los Juegos Olímpicos de Pekín 2008 se realizó el 10 y 11 de agosto de 2008 en el Centro Acuático Nacional de Pekín.

## Récords
Antes de esta competición, el récord mundial y olímpico existentes eran los siguientes:
| Récord mundial  | Federica Pellegrini | 4:01,53 | Eindhoven, Países Bajos | 24 de marzo de 2008      |
| Récord olímpico | Janet Evans         | 4:03,85 | Seúl, Corea del Sur     | 22 de septiembre de 1988 |

## Resultados

### Series
| Pos. | Serie | Calle | Nombre                        | País               | Tiempo  | Notas |
| ---- | ----- | ----- | ----------------------------- | ------------------ | ------- | ----- |
| 1    | 6     | 4     | Federica Pellegrini           | Italia             | 4:02,19 | Q, RO |
| 2    | 6     | 3     | Rebecca Adlington             | Reino Unido        | 4:02,24 | Q, RN |
| 3    | 5     | 4     | Katie Hoff                    | Estados Unidos     | 4:03,71 | Q, AM |
| 4    | 5     | 6     | Joanne Jackson                | Reino Unido        | 4:03,80 | Q     |
| 5    | 5     | 3     | Bronte Barratt                | Australia          | 4:04,16 | Q, OC |
| 6    | 5     | 5     | Coralie Balmy                 | Francia            | 4:04,25 | Q     |
| 7    | 4     | 6     | Camelia Potec                 | Rumania            | 4:04,55 | Q     |
| 8    | 4     | 4     | Laure Manaudou                | Francia            | 4:04,93 | Q     |
| 9    | 4     | 5     | Otylia Jędrzejczak            | Polonia            | 4:05,50 |       |
| 10   | 4     | 3     | Linda Mackenzie               | Australia          | 4:05,91 |       |
| 11   | 6     | 1     | Stephanie Horner              | Canadá             | 4:07,45 |       |
| 12   | 5     | 2     | Wendy Trott                   | Sudáfrica          | 4:08,38 | AF    |
| 13   | 5     | 7     | Lotte Friis                   | Dinamarca          | 4:08,47 |       |
| 14   | 6     | 5     | Kate Ziegler                  | Estados Unidos     | 4:09,59 |       |
| 14   | 6     | 7     | Flavia Rigamonti              | Suiza              | 4:09,59 |       |
| 16   | 4     | 8     | Jördis Steinegger             | Austria            | 4:09,72 | RN    |
| 17   | 6     | 2     | Melissa Corfe                 | Sudáfrica          | 4:10,54 |       |
| 18   | 5     | 1     | Gabriella Fagundez            | Suecia             | 4:11,40 |       |
| 19   | 4     | 1     | Savannah King                 | Canadá             | 4:11,49 |       |
| 20   | 3     | 3     | Susana Escobar                | México             | 4:11,99 | RN    |
| 21   | 3     | 5     | Monique Ferreira              | Brasil             | 4:12,21 |       |
| 22   | 4     | 7     | Tan Miao                      | China              | 4:12,35 |       |
| 23   | 4     | 2     | Erika Villaécija              | España             | 4:14,25 |       |
| 24   | 3     | 6     | Hoi Shun Stephanie Au         | Hong Kong          | 4:14,82 |       |
| 25   | 6     | 8     | Jaana Ehmcke                  | Alemania           | 4:15,15 |       |
| 26   | 5     | 8     | Li Mo                         | China              | 4:15,50 |       |
| 27   | 3     | 2     | Eleftheria Evgenia Efstathiou | Grecia             | 4:15,78 |       |
| 28   | 3     | 4     | Daria Belyakina               | Rusia              | 4:16,21 |       |
| 29   | 1     | 4     | Boglárka Kapás                | Hungría            | 4:16,22 |       |
| 30   | 3     | 1     | Lynette Lim                   | Singapur           | 4:17,67 |       |
| 31   | 6     | 6     | Ai Shibata                    | Japón              | 4:17,96 |       |
| 32   | 2     | 2     | Yanel Pinto                   | Venezuela          | 4:18,09 |       |
| 33   | 2     | 1     | Nataliya Khudyakova           | Ucrania            | 4:18,34 |       |
| 34   | 3     | 7     | Cecilia Biagioli              | Argentina          | 4:19,85 |       |
| 35   | 2     | 7     | Eva Lehtonen                  | Finlandia          | 4:20,07 |       |
| 36   | 2     | 3     | Kristina Lennox-Silva         | Puerto Rico        | 4:20,17 |       |
| 37   | 2     | 6     | Lee Ji-eun                    | Corea del Sur      | 4:21,53 |       |
| 38   | 2     | 5     | Khoo Cai Lin                  | Malasia            | 4:23,37 |       |
| 39   | 2     | 4     | Golda Marcus                  | El Salvador        | 4:23,50 |       |
| 40   | 3     | 8     | Yang Chin-kuei                | República de China | 4:24,78 |       |
| 41   | 1     | 3     | Shrone Austin                 | Seychelles         | 4:35,86 |       |
| –    | 1     | 5     | Natthanan Junkrajang          | Tailandia          | DNS     |       |

### Final
| Pos.              | Calle | Nombre              | País           | Tiempo  | Notas |
| ----------------- | ----- | ------------------- | -------------- | ------- | ----- |
| Medalla de oro    | 5     | Rebecca Adlington   | Reino Unido    | 4:03,22 |       |
| Medalla de plata  | 3     | Katie Hoff          | Estados Unidos | 4:03,29 | AM    |
| Medalla de bronce | 6     | Joanne Jackson      | Reino Unido    | 4:03,52 |       |
| 4                 | 7     | Coralie Balmy       | Francia        | 4:03,60 |       |
| 5                 | 4     | Federica Pellegrini | Italia         | 4:04,56 |       |
| 6                 | 1     | Camelia Potec       | Rumania        | 4:04,66 |       |
| 7                 | 2     | Bronte Barratt      | Australia      | 4:05,05 |       |
| 8                 | 8     | Laure Manaudou      | Francia        | 4:11,26 |       |